# Château de Lucheux
Le château de Lucheux est situé sur le territoire de la commune française de Lucheux au nord du département de la Somme.

## Historique
Située à la frontière de la Picardie et de l'Artois, cette importante forteresse fut construite au début XIIe siècle par le comte de Saint-Pol, seigneur de Lucheux, Hugues II de Campdavaine.

### Naissance d'une forteresse
Le premier seigneur de Lucheux connu fut Baudouin Ier « Bras de Fer », comte de Flandre et gendre du roi Charles II le Chauve (823-877). C'est lui qui aurait fait construire la motte castrale, sur laquelle, aurait été édifiée une tour en bois.
La première mention écrite du château date de 1147. Hugues II de Campdavaine , fit bâtir sur la motte castrale, vers 1120, un donjon carré en pierre.
Hugues IV de Campdavaine, son arrière-arrière petit-fils, de retour de la troisième croisade en 1192, fit construire le long de l'enceinte des mâchicoulis. À sa mort à Constantinople, en 1205, la seigneurie de Lucheux et le comté de Saint-Pol passèrent à son gendre, Gaucher III de Châtillon, qui accompagna le roi Philippe Auguste en Terre sainte et participa à la bataille de Bouvines, en 1214.

### Un lieu de résidence prisé
La forteresse fut agrandie par les membres la maison de Châtillon-Saint-Pol. Le comte de Saint-Pol, Guy III, grand bouteiller du roi Louis IX, transforma le donjon carré en une tour circulaire flanquée de quatre tours d'angles et construit la grande salle ainsi que la chapelle, vers 1275. La fonction résidentielle du château fut renforcée par l'aménagement d'un jardin et d'un verger. La présence de la forêt toute proche contribua à faire de Lucheux un lieu apprécié des comtes de Saint-Pol qui y reçurent à deux reprises le roi de France Philippe IV le Bel. Guy V de Châtillon-Saint-Pol mourut en Angleterre, otage en échange de la libération du roi Jean II le Bon ; la seigneurie de Lucheux passa alors à son beau-frère Guy de Luxembourg.
Pendant la guerre de Cent Ans, le château subit plusieurs assauts anglais dans la seconde moitié du XIVe siècle. Après la bataille d'Azincourt en 1415, le château fut une nouvelle fois attaqué par les Anglais. Il fut réparé par Pierre Ier de Luxembourg-Saint-Pol.
La paix revenue, Louis de Luxembourg-Saint-Pol, le « connétable de Saint-Pol », beau-frère du roi de France, reçut au château de Lucheux le duc de Bourgogne Charles le Téméraire en 1462 puis le roi Louis XI en 1464. Après sa condamnation et son exécution en 1475, le château situé à la frontière des Pays-Bas espagnols passa au roi de France. Il fut confié à Guy Pot, bailli du Vermandois puis fut rendu par le roi Charles VIII à Marie de Luxembourg petite fille du connétable de Saint-Pol.

### Assauts militaires et démantèlement
En 1522 le château subit un siège des Impériaux de Charles Quint de huit jours. En 1552 ce fut au tour des Espagnols d'assaillir Lucheux. Les protestants en furent maîtres en 1567. Le dernier siège eut lieu en 1594-1595, sous le règne d'Henri IV, les soldats espagnols de Portocarrero ravagèrent Lucheux incendiant la porte du bourg et le corps de logis du château. Le château fut ensuite en partie réparé par Jean Bullant, parent de l'illustre architecte de la Renaissance.
Au XVIIe siècle, le château fut démantelé sur ordre du cardinal de Richelieu en 1640. Pendant la guerre de Succession d'Espagne, enfin, le château subit un dernier assaut par les troupes de du duc de Marlborough.

### Sauvegarde des vestiges
Au XIXe siècle, le château resta à l'abandon.
La totalité des vestiges du château c'est-à-dire l'enceinte et l'ensemble des bâtiments situés à l'intérieur (cad. I 323) ont été classés monument historique (classement par arrêté du 30 mars 1965).
Le château de Lucheux est la propriété de la Société des antiquaires de Picardie. Depuis 1950, la PEP de la Somme (pupilles de l'enseignement public) était locataire du château et en assurait l'entretien. Mais, en 2012, elle quitta les lieux. Depuis, la Société des antiquaires de Picardie a mis en vente le château.

## Description
Situées sur un éperon boisé qui domine le village, les ruines du château de Lucheux permettent de comprendre l'importance de la forteresse disparue. L'enceinte ovoïdale délimitait un espace de 2 ha environ se divisant en basse et haute cour.

### La haute cour
Au sommet, dans la haute cour, se trouvent les vestiges de l'imposant donjon, de plus d'une vingtaine de mètres de haut, entourées de fossés. Cette tour ronde du XIIIe siècle dont il ne reste plus que le flanc nord-est, a été construite sur une base carrée construite ce qui le rapproche du donjon de Houdan. Cette partie basse de 5 à 6 m de haut est celle date du XIIe siècle.
La transition entre la base carrée et la tour ronde est composée d'un encorbellement décoré de feuilles sculptées. Cette tour est cantonnée de tourelles semi-circulaires. On devine par l'état des ruines, la disposition des salles intérieures. Le donjon s'étageait sur quatre niveaux : le rez-de-chaussée avec un puits et des latrines, le premier étage avec une salle seigneuriale octogonale, voûtée sur croisée d'ogives et un second et un troisième étage. Les trois tours du pavillon se trouvent dans les fossés. Elles servaient de bastion de protection pour la base du donjon.
Au sud de la motte se trouvent les bâtiments résidentiels dont la grande salle à un seul niveau de 30 à 35 m de long sur 15 m de large. Seuls subsistent deux côtés. Le mur ouest est percé par une série de fenêtres gothiques datées de la première moitié du XIIIe siècle : quatre baies (six à l'origine) géminées sous un arc en tiers point (sur six à l'origine) séparées par des colonnettes richement façonnées. Vers 1275, on lui accola une chapelle, située au revers de la grande salle, à l'emplacement du fossé primitif. Cette chapelle possédait une nef rectangulaire flanquée de deux tours. Le chœur ainsi qu'une partie de la tour nord se sont effondrés dans le deuxième quart du XXe siècle.

### La basse cour
La partie la mieux conservée du château se trouve dans la basse cour. C'est la porte d'entrée dite « la porte du Bourg », au sud. C'était le châtelet du château, formé de deux tours rondes, avec toiture en poivrière, du XIVe siècle. Ces deux tours protégeaient une porte charretière à pont-levis et herse. À droite, une tourelle d'escalier hexagonale du XIVe siècle permettait d'accéder aux étages. Le premier abritait la salle de manœuvre de la herse, le second étage, qui a disparu, abritait le logement du capitaine. Le parement brique et pierre date des reconstructions du XVIIe siècle.
À gauche, dans le prolongement d'une des deux tours du châtelet, se dresse un bâtiment résidentiel sur des fondations médiévales, dont l'élévation a été fortement remaniée du XVIe au XXe siècle.
La « porte du Haut-Bois », à l'ouest, était à l'origine une poterne romane du XIIe siècle aujourd'hui bouchée. Elle a été reconstruite au XIVe siècle. Il ne reste plus que la base de deux échauguettes sur ses contreforts. On peut voir à proximité, une partie de la courtine percée de longues et fines archères, avec trois grands mâchicoulis, en arc plein cintre sur contreforts, datant du XIIe siècle. Le style oriental de cette courtine laisse à penser que les constructeurs ont subi l'influence de l'Orient de l'époque des croisades.

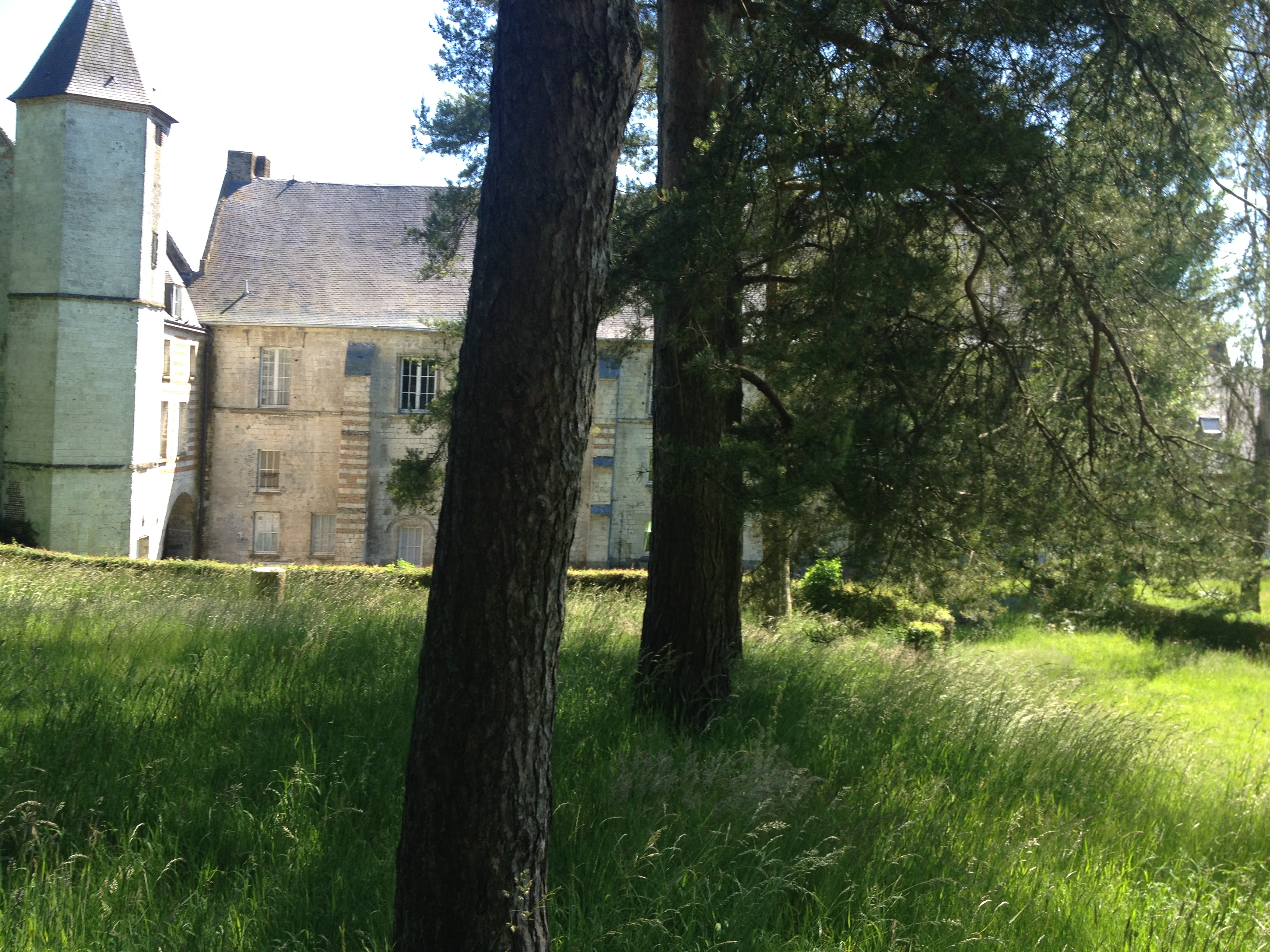
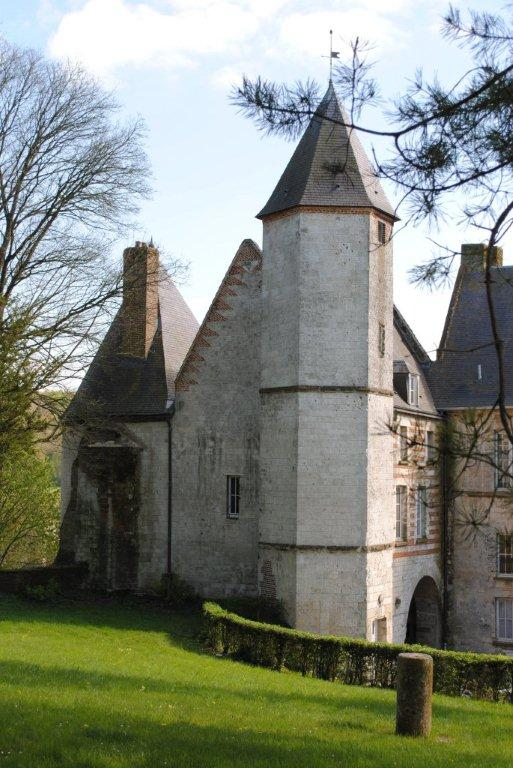
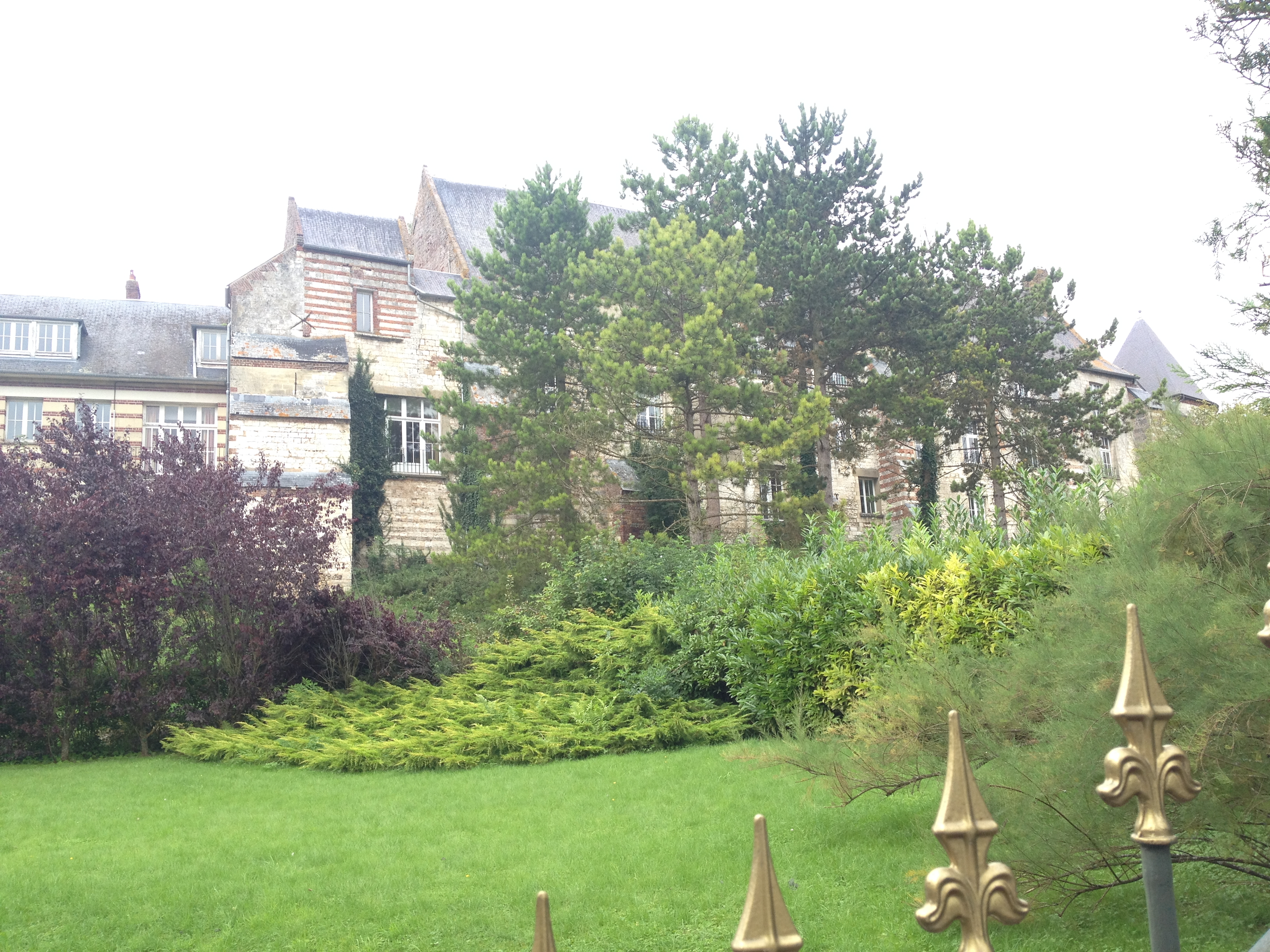
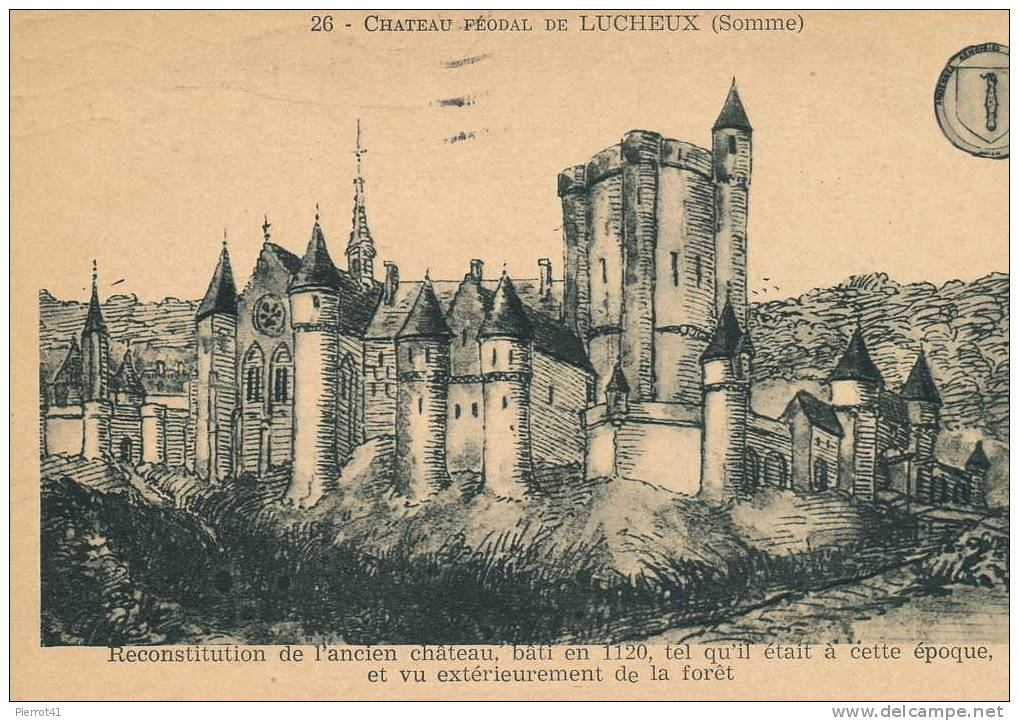